# Россия (кинотеатр, Ереван)
Кинотеатр «Россия» (арм. Ռոսիա կինոթատրոն) — бывший кинотеатр в Ереване, расположенный на пересечении улицы Агатангелоса и проспекта Тиграна Меца, яркий образец советского модернизма. Ныне не функционирует, а в здании находится одноименный торговый центр. Построен в 1971–1974 годах по совместному проекту архитекторов Грача Погосяна, Артура Тарханяна и Спартака Хачикяна. Издание РБК относит здание кинотеатра к десяти наиболее впечатляющим памятникам советского модернизма на территории бывшего СССР.

## История
До 1970-х годов на этом месте размещался один из старейших ереванских рынков. После принятия решения о постройке кинотеатра на суд Союза архитекторов был представлен ряд проектов. В частности, свой проект представил известный архитектор Геворг Таманян — в классическом стиле. Этот проект не впечатлил группу молодых архитекторов — Артура Тарханяна, Грача Погосяна и Спартака Хачикяна, которые по собственной инициативе принялись за разработку нового, инновационного проекта. 
В 1964 году был представлен первый вариант их проекта, в соответствии с которым в кинотеатре должен был быть один большой зал на 2600 мест, разделённый на два объёма панорамным экраном, который можно было убрать, чтобы подготовить зал для проведения культурных мероприятий. Эта идея вызвала бурные споры, и впоследствии от неё отказались. На протяжении последующих лет в Союзе архитекторов велись дискуссии относительно того, как должен выглядеть кинотеатр; этому спору даже была посвящена статья А. Какосяна в номере газеты «Комсомольская правда» от 29 ноября 1966 года.

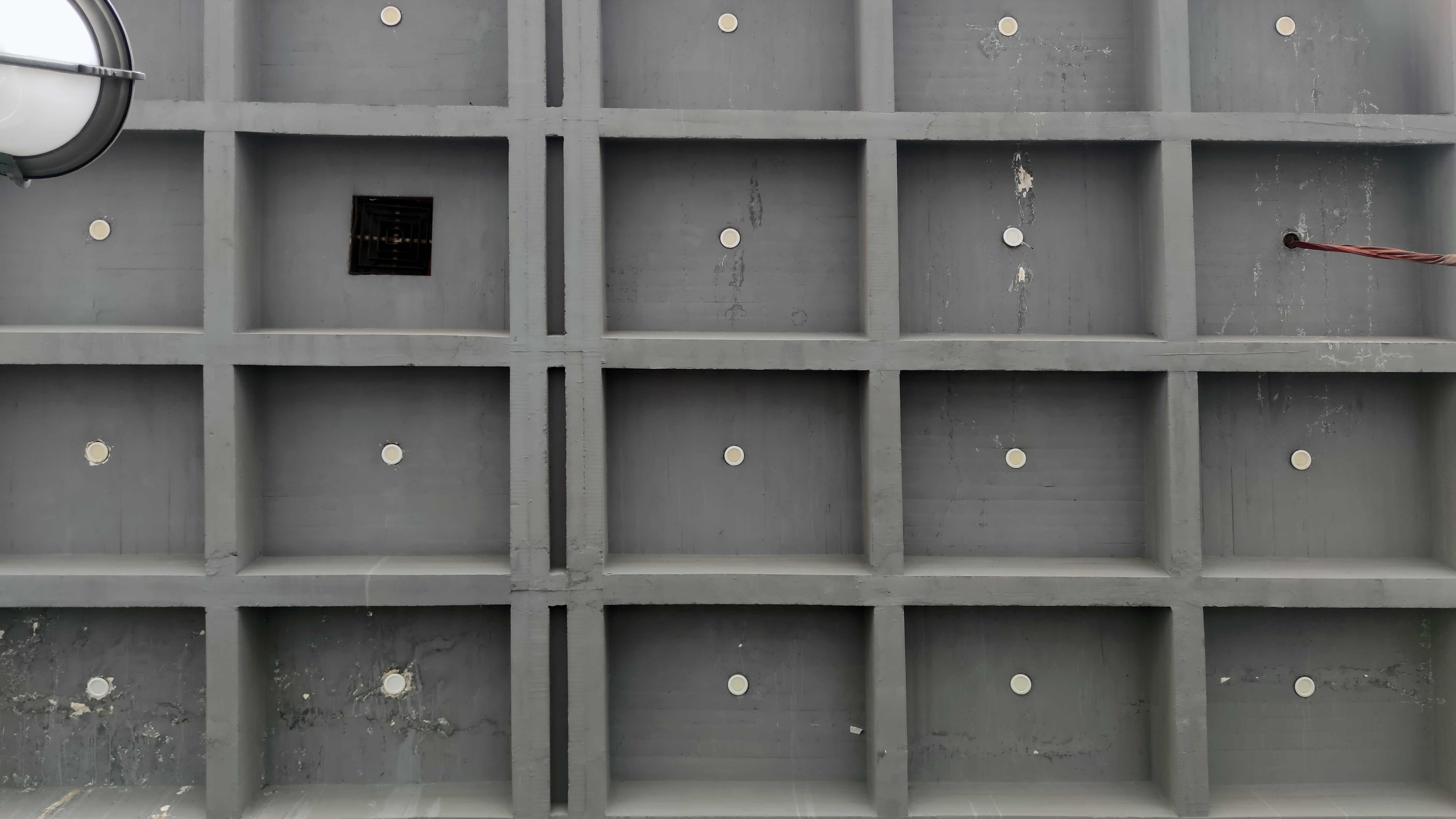
Кессоны навеса большого зала

Наконец, в 1970 году Тарханян, Погосян и Хачикян представили на суд Союза Архитекторов новый проект двухзального кинотеатра с полным разделением залов. Проект также вызвал архитектурную дискуссию, но в итоге был принят большинством голосов и утверждён к реализации исполкомом ереванского Горсовета. Интересно, что в первоначальном проекте «крылья»-залы опирались на дополнительные шесть пилонов, но один из членов комиссии, архитектор Оганес Акопян, предложил их убрать, что и было осуществлено. Построить кинотеатр было поручено специаистам института «Армгоспроект».
Для внутреннего оформления кинотеатра были приглашены известные армянские скульпторы и художники — Ерванд Кодабашян, Генрих Элибекян, Оган Петросян, Амаяк Бдеян и другие. В частности, Амаяк Бдеян разработал для кинотеатра скульптурную перегородку между фойе и баром, украшенную декоративными театральными масками (не сохранилась). В оформлении внутренних помещений использованы чеканка, керамика, резьба по дереву, витражи.

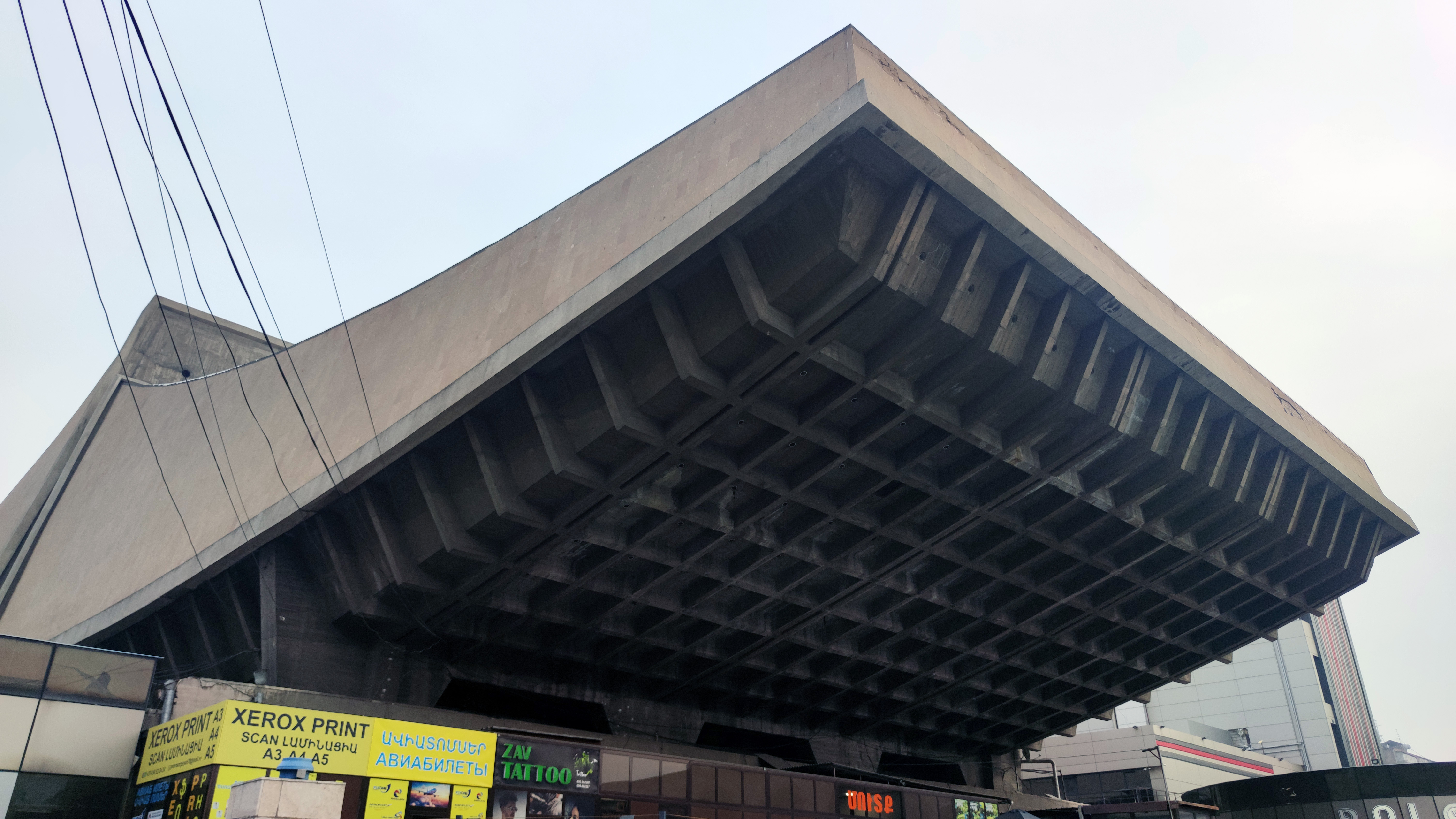
Навес малого зала

Архитекторы предполагали назвать кинотеатр «Арарат» или «Ноев ковчег», но в итоге он получил название «Россия». Неподтверждённая легенда утверждает, что название было вынужденным, поскольку Москва не хотела согласовывать строительство в Ереване кинотеатра таких размеров, и согласование прошло только при условии определённого названия.
Кинотеатр был торжественно открыт в декабре 1974 года заседанием пленума ЦК КП Армении при участии первого секретаря ЦК КП Армении Карена Демирчяна. На следующий день в кинотеатре началась демонстрация фильмов.
Кинотеатр использовался также в качестве места проведения торжественных мероприятий. В 1978 году предполагалось, что Ереван в рамках празднования 150-летия вхождения Восточной Армении в состав России посетит Леонид Брежнев. Приехавшие заранее сотрудники КГБ просчитали маршруты передвижения генерального секретаря и потребовали в одной из перегородок пробить для него отдельную дверь. Дверь была пробита и установлена за одну ночь. Визит так и не состоялся, но спонтанная дверь сохранилась до сих пор. Вместо Брежнева на мероприятие прибыл министр обороны СССР Дмитрий Устинов. В тот же день в кинотеатре состоялась премьера фильма «Звезда надежды» по роману Серо Ханзадяна «Мхитар Спарапет»; на премьеры приехал сам режиссёр Эдмонд Кеосаян и исполнитель главной роли Армен Джигарханян. Впоследствии в кинотеатре неоднократно проводилились громкие премьеры, а также кинофестивали; приезжали известные режиссёры и актёры.
В 1979 году Грач Погосян, Артур Тарханян и Спартак Хачикян получили за проект кинотеатра премию Совета министров СССР.

## Архитектурные особенности

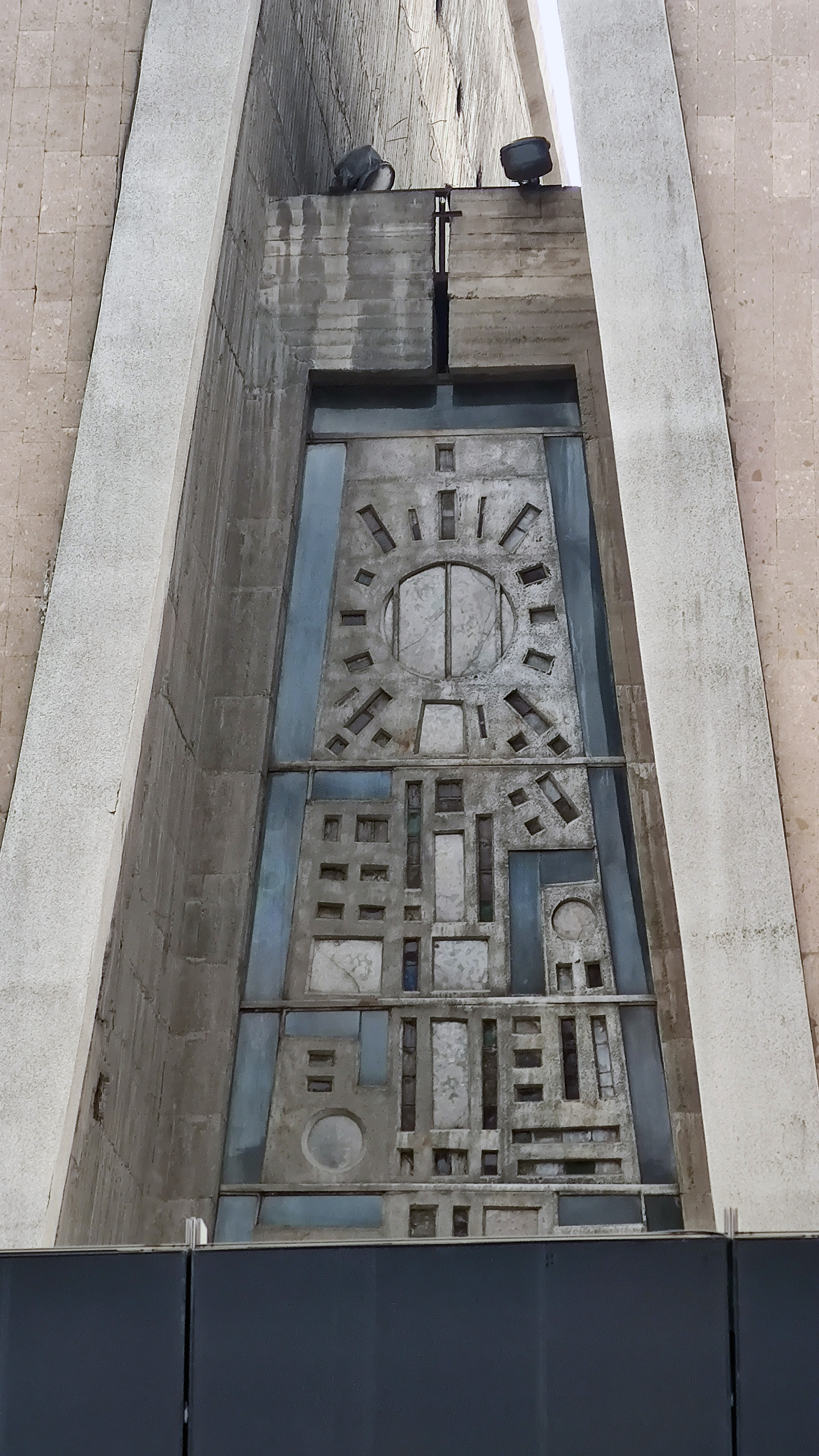
Заделанный жестью витраж между объёмами залов

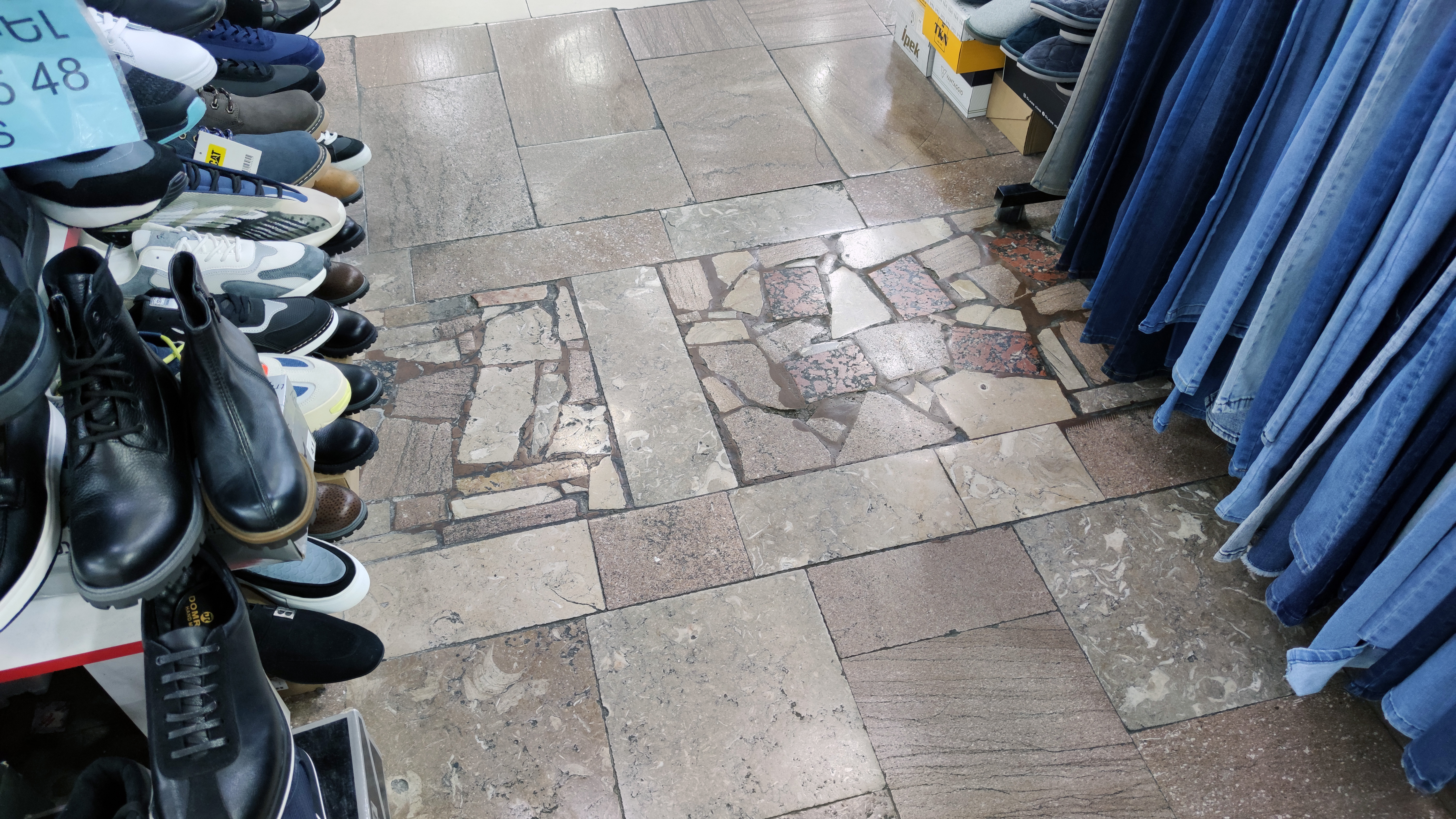
Сохранившийся между торговых рядов оригинальный пол холла

Кинотеатр стал одним из первых многофункциональных культурно-развлекательных комплексов такого уровня в Ереване. Здание построено из монолитного железобетона и стекла. При беглом взгляде создаётся ощущение, что два огромных объёма здания парят в воздухе; каждый опирается на четыре пилона, уходящих в свайные фундаменты. Крыша кинотеатра составлена из вантовых перекрытий — здание стало первым такого типа в Армении. По сути это стальные тросы, на которые опираются лёгкие армоцементные плиты. Вантовые крепления, водосборные желоба и другие технические элементы конструкции скрыты за плоскостями боковых стен залов в промежуточных пустотах. Помимо того, пустое пространство между стен выполняет роль звукоизоляционног слоя, поскольку кинотеатр окружён шумными городскими магистралями.
Объём здания составляет 62000 м³. В кинотеатре было два больших зала на 1600 и 1000 мест соответственно и малый зал на 280 мест. Также внутри здания располагались выставочные залы, танцплощадки, несколько кафе и баров. Фойе кинотеатра также использовалось в качестве выставочного зала, где висели портреты кинозвёзд и афиши; зрительные залы находятся над вестибюлем, который был предназначен для отдыха и развлечения зрителей в ожидании сеанса. Билетные кассы располагались на первом этаже снаружи здания. Внутрение объёмы здания при необходимости трансформировались благодаря подвижным перегородкам. С двух сторон 18-метровые консоли образуют ниши, где можно укрыться от жары
В книге «Современная национальная архитектура Армении» (1987) архитектура здания описана следующим образом: 
Архитектурный язык кинотеатра основан на стилистической версии необрутализма. Стремление включить в него ассоциативные образы, близкие к традиционному восприятию пространства, воплощались в таких понятиях как геометричность, лапидарность форм, взаимосвязь объёмов, подчищенность внешних форм конструкции, которая при этом на фасаде откровенно не выявлена, раскрытие композиционных построений образа через противопоставление масштабов, вертикальности и горизонтальности.

## Современная судьба кинотеатра

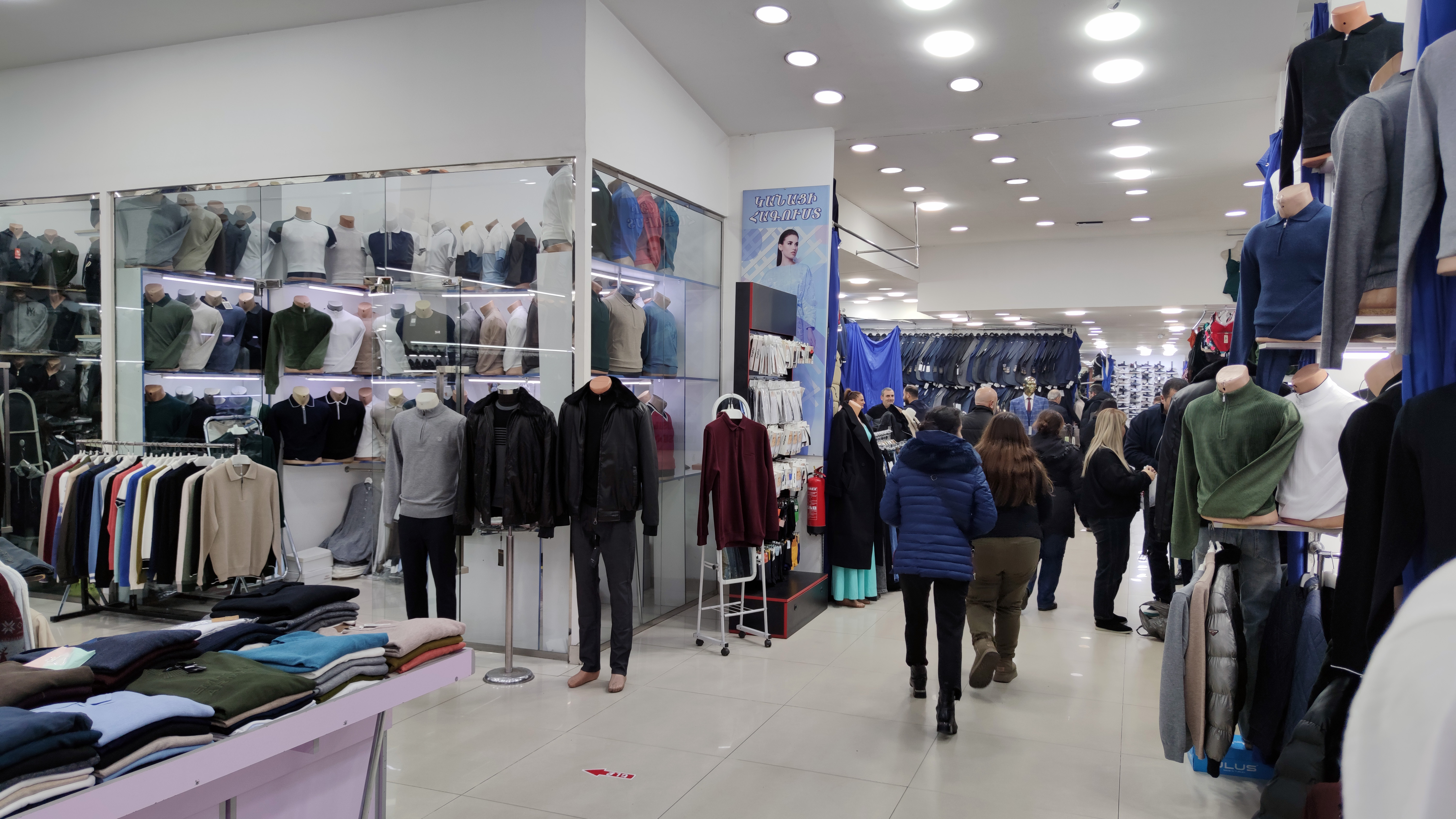
Внутренняя часть здания в 2024 году

После обретения Арменией независимости кинотеатр был переименован в «Айрарат». В 2004 году здание кинотеатра было приватизировано за сумму, эквивалентную $500.000. Новым собственником стала компания «Нарек», входящая в группу «Сил концерн» Хачатура Сукиасяна. В 2006 году кинотеатр был переоборудован в торгово-развлекательный центр; также ему было возвращено изначальное название «Россия». На открытии обновлённого здания присутствовал премьер-министр Армении Андраник Маргарян.
Несмотря на обещания собственника, функция кинотеатра к зданию так и не вернулась, декор и скульптуры холлов были полностью демонтированы (и частично уничтожены), а залы закрыты. В 2008 году все работы по реконструкции были прекращены. По состоянию на 2024 года здание выполняет функцию торгового центра. Неизвестно, сохранились ли интерьеры зрительных залов.
Облик боковых пространств кинотеатра сильно искажён, а парка при здании не существует: с одной стороны расположена стихийная парковка, с другой непосредственно к зданию пристроен современный торговый центр Rossia Mall.